# Єнджейовиці (Свентокшиське воєводство)
Єнджейовиці (пол. Jędrzejowice) — село в Польщі, у гміні Бодзехув Островецького повіту Свентокшиського воєводства.
Населення — 385 осіб (2011).
У 1975-1998 роках село належало до Келецького воєводства.

## Демографія
Демографічна структура на день 31 березня 2011 року:
|          | Загалом | Допрацездатний вік | Працездатний вік | Постпрацездатний вік |
| -------- | ------- | ------------------ | ---------------- | -------------------- |
| Чоловіки | 199     | 34                 | 145              | 20                   |
| Жінки    | 186     | 36                 | 99               | 51                   |
| Разом    | 385     | 70                 | 244              | 71                   |